# Родоскврнављење
Родоскрнављење, родоскврнуће или инцест (лат. incestus) је сексуални контакт између особа које се налазе у сродству. Због њихових међусобних родбинских веза забрањен је законом или обичајима. Инцест је универзална појава и универзални табу, мада постоје варијације у зависности од средине. Што ближа родбинска веза између двоје људи, то је наглашенији и табу који забрањује или осуђује ступање у међусобне сексуалне односе.
Већина модерних друштава има законе који регулишу легалност инцеста или друштвена ограничења блиско сродних бракова. У друштвима у којима је то незаконито, добровољни инцест одраслих део заједнице сматра злочином без жртве. Неке културе проширују табу инцеста на рођаке без сродства, попут полу-браће и сестара, усвојену браћу и сестаре, иако понекад са мањим интензитетом. Рођаци трећег степена (попут полутетке, полунећака, првог рођака) у просеку имају 12,5% заједничког генетског наслеђа, а на сексуалне односе међу њима у различитим културама се гледа на различите начине, од потпуне осуде до друштвеног прихватања. Деца проистекла из инцестуозних односа су сматрана незаконитим, а таквим се и данас сматрају у неким друштвима. У већини случајева родитељи нису имали могућност да ступе у брак како би уклонили тај статус, јер су инцестуозни бракови били, и остају, забрањени.
Уобичајено оправдање за забрану инцеста је избегавање инбридинга: колекције генетских поремећаја којима су подложна деца родитеља са блиском генетском везом. Таква деца су у већем ризику од урођених поремећаја, смрти, као и развојних и физичких сметњи, а тај ризик је сразмеран коефицијенту сродности њихових родитеља - мери генетске блискости родитеља. Међутим културни антрополози су приметили да избегавање инбридинга не може бити једина основа за табу инцеста, јер се границе забране инцеста увелико разликују међу културама, и не нужно на начине који максимизирају избегавање инбридинга.
У неким друштвима, попут древног Египта, брат-сестра, отац-кћер, мајка-син, рођак-рођак, тетка-нећак, ујак-нећака и друге комбинације односа унутар краљевске породице били су браку као средство одржавања краљевске лозе. Нека друштва имају различита гледишта о томе шта представља илегални или неморални инцест. На пример, у старом Египту, као и на Самои, брак између брата и старије сестре био је дозвољен, док је брак између брата и млађе сестре проглашен неетичким. Међутим, сексуални односи са провостепеним сродником (што значи родитељ, брат или сестра или дете) су готово универзално забрањени.

## Терминологија
Енглеска реч incest потиче од латинске речи incestus, која има опште значење „нечист, нечедан“. Она је уведен је у средњоенглески језик, како у генеричком латинском смислу (сачуваном током читавог средњоенглеског периода), тако и у ужем модерном смислу. Изведени придев incestuous појављује се у 16. веку. Пре него што је ушао у употребу латински израз, инцест је у староенглеском био познат као sib-leger (од sibb 'сродство' + leger 'лежати') или mǣġhǣmed (од mǣġ 'род, родитељ' + hǣmed 'сексуални однос'), али су временом обе речи су изашле из употребе. Термини као што су incester и  коришћени су за описивање оних који су заинтересовани или укључени у сексуалне односе са родбином међу људима, док је реч inbreeder кориштена за слично опхођење међу животињама или организмима.
Друге речи које описују сексуалну привлачност према рођацима укључују консангинофилија, консангинаморија, синегенезофилија, инцестуалност и инцестофилија.

## Инцест траума
Инцест траума је тешко стање трауме проузроковано инцестом. Слично је траумама које имају жртве силовања, али често праћено и осећајем кривице. Захтева интензивну и специјализовану терапију.

## Кажњивост
Кажњивост родоскврнављења оправдава се заштитом уже породице и здравога потомства, опасношћу за душевни развој партнера и могућношћу еугеничких и генетичких оштећења код деце зачете у оваквој вези.
Према Кривичном законику Републике Србије (члан 197 Кривичног законика) пунолетно лице које изврши обљубу или са њом изједначен полни чин са малолетним сродником по крви у правој линији или са малолетним братом, односно сестром, казниће се затвором од шест месеци до пет година. Добровољни однос између сродника у истој узрасној категорији (два пунолетна или два малолетна лица) у Србији се не сматра кривичним делом од 2006., када је на снагу ступио тренутни кривични законик, за разлику од бројних земаља у свету и региону (Сједињене Америчке Државе, Немачка, Швајцарска, Хрватска, Босна и Херцеговина).

## Емоционални инцест
У психологији је познат и појам "емоционални инцест". Овим појмом се описује веома јака несексуална емоционална веза блиских рођака, најчешће родитеља и њихове одрасле деце, а која спречава синове и кћери да остваре друге емоционалне везе. Добро и потребно је да између родитеља и деце постоји љубав, али у случају емоционалног инцеста та врста љубави искључује љубав према неком трећем. У оваквим случајевима одрасли син или кћерка, због претеране емотивне везаности за родитеља, недоступни су другима за квалитетно и трајно везивање. У овом односу емоционална лојалност неком трећем се разуме као „издаја” вољеног родитеља који се „толико жртвовао” да би подигао дете. Оваква емоционална веза настаје несвесно, на иницијативу родитеља.